# Cantons de Suïssa

Mapa dels cantons de Suïssa

A Suïssa, els cantons constitueixen l'ens polític i administratiu sobre el qual es construeix l'estat nacional: de fet, l'anomenada Confederació Helvètica, de caràcter fortament federal, no va adoptar la seua condició actual fins a 1848, data fins a la qual cada un dels cantons llavors existents (des de llavors hi ha hagut modificacions menors en el seu nombre i en la seua configuració) posseïa les seues pròpies fronteres, el seu exèrcit i la seua moneda i, a pesar de formar part, en el pla teòric, del Sacre Imperi, gaudien en la pràctica d'una independència virtualment il·limitada des de la victòria suïssa sobre l'emperador Maximilià I en 1499. L'estructura i les característiques dels cantons suïssos són molt variades, amb extensions entre els 37 i els 7.105 km², i poblacions entre els aproximadament catorze mil habitants del menys populós als més d'un milió dos-cents mil habitants de Zuric.
Tota competència no atribuïda expressament per la Constitució Suïssa a la Confederació pertany als cantons, que al seu torn decideixen quines competències assignen als seus municipis, la qual cosa dona lloc a una gran heterogeneïtat en el grau d'autonomia i nivell de competències municipals. Dos dels cantons encara mantenen la democràcia directa, mentre en la resta la voluntat popular s'expressa a les urnes.

## Llista de cantons suïssos
Hi ha 26 cantons a Suïssa.
| Escut i abrev. | Cantó                                            | des de | Capital      | Població¹ | Superfície [km²] | Densitat [hab/km²] | Nombre de municipis¹ | Llengües oficials                |
| -------------- | ------------------------------------------------ | ------ | ------------ | --------- | ---------------- | ------------------ | -------------------- | -------------------------------- |
| ZH             | Zuric (Zürich)                                   | 1351   | Zúric        | 1.228.600 | 1.729            | 701                | 171                  | alemany                          |
| BE             | Berna (Bern)                                     | 1353   | Berna        | 947.100   | 5.959            | 158                | 399                  | alemany, francès                 |
| LU             | Lucerna (Luzern)                                 | 1332   | Lucerna      | 350.600   | 1.493            | 233                | 107                  | alemany                          |
| UR             | Uri                                              | 1291   | Altdorf      | 35.000    | 1.077            | 33                 | 20                   | alemany                          |
| SZ             | Schwyz, cantó de                                 | 1291   | Schwyz       | 131.400   | 908              | 143                | 30                   | alemany                          |
| OW             | Obwalden                                         | 1291   | Sarnen       | 32.700    | 491              | 66                 | 7                    | alemany                          |
| NW             | Nidwalden                                        | 1291   | Stans        | 38.600    | 276              | 138                | 11                   | alemany                          |
| GL             | Glarus                                           | 1352   | Glarus       | 38.300    | 685              | 51                 | 28                   | alemany                          |
| ZG             | Zug                                              | 1352   | Zug          | 100.900   | 239              | 416                | 11                   | alemany                          |
| FR             | Friburg (Freiburg)                               | 1481   | Friburg      | 239.100   | 1.671            | 141                | 242                  | francès, alemany                 |
| SO             | Solothurn                                        | 1481   | Solothurn    | 245.500   | 791              | 308                | 126                  | alemany                          |
| BS             | Basilea-Ciutat (Basel-Stadt)                     | 1501   | Basilea      | 186.700   | 37               | 5.072              | 3                    | alemany                          |
| BL             | Basilea-Camp (Basel-Landschaft)                  | 1501   | Liestal      | 261.400   | 518              | 502                | 86                   | alemany                          |
| SH             | Schaffhausen                                     | 1501   | Schaffhausen | 73.400    | 298              | 246                | 34                   | alemany                          |
| AR             | Appenzell Ausser-Rhoden (Appenzell Ausserrhoden) | 1513   | Herisau²     | 53.200    | 243              | 220                | 20                   | alemany                          |
| AI             | Appenzell Inner-Rhoden                           | 1513   | Appenzell    | 15.000    | 173              | 87                 | 6                    | alemany                          |
| SG             | Sankt Gallen                                     | 1803   | Sankt Gallen | 452.600   | 2.026            | 222                | 90                   | alemany                          |
| GR             | Grisons (Grischun, Graubünden, Grigioni)         | 1803   | Chur         | 185.700   | 7.105            | 26                 | 211                  | alemany, romanx, italià          |
| AG             | Argòvia (Aargau)                                 | 1803   | Aarau        | 550.900   | 1.404            | 388                | 232                  | alemany                          |
| TG             | Turgòvia (Thurgau)                               | 1803   | Frauenfeld   | 228.200   | 991              | 229                | 80                   | alemany                          |
| TI             | Ticino                                           | 1803   | Bellinzona   | 311.900   | 2.812            | 110                | 244                  | italià                           |
| VD             | Vaud                                             | 1803   | Lausana      | 626.200   | 3.212            | 188                | 382                  | francès                          |
| VS             | Valais (Wallis)                                  | 1815   | Sion         | 278.200   | 5.224            | 53                 | 160                  | francès, alemany                 |
| NE             | Neuchâtel                                        | 1815   | Neuchâtel    | 166.500   | 803              | 206                | 62                   | francès                          |
| GE             | Ginebra (Genève)                                 | 1815   | Ginebra      | 414.300   | 282              | 1,442              | 44                   | francès                          |
| JU             | Jura                                             | 1979   | Delémont     | 69.100    | 838              | 82                 | 83                   | francès                          |
| CH             | Suïssa                                           |        | Berna        | 7.261.200 | 41.285           | 174                | 2.889                | alemany, francès, italià, romanx |

Notes:
1. el 31 de desembre de 2001, Estadístiques nacionals,
2. Seu del govern i del parlament cantonal, la seu de l'autoritat judicial és Trogen.

Les abreviatures de dues lletres s'utilitzen molt sovint per referir-se als cantons suïssos. Per exemple, les matrícules dels vehicles o el codi ISO 3166-2 amb el prefix "CH-", (per exemple: CH-SZ per al cantó de Schwyz).

## Evolució
Els tres primers cantons:
- 1291 - Uri, Schwyz, Unterwalden (partit en dos semicantons: Obwalden i Nidwalden).

La confederació dels 8 :
- 1335 - Lucerna
- 1351 - Zuric
- 1352 - Zug, Glaris (ciutats independents conquerides pels cantons originals)
- 1353 - Berna

La confederació dels 13 :
- 1484 - Friburg, Solothurn
- 1501 - Basilea (separat en Basilea-Ciutat i Basilea-Camp), Schaffhausen
- 1513 - Cantó d'Appenzell (Separat en Appenzell Ausser-Rhoden i Appenzell Inner-Rhoden, per motius religiosos, protestant el primer i catòlic el segon, 1597)

La república helvètica (nominalment sobirana però controlada per la França napoleònica:)
- 1803 - Sankt-Gallen, Argòvia, Turgòvia, Ticino (format per les possessions italianòfones de diversos cantons germanòfons, conquerides al s. XVI), Vaud

Suïssa:
- 1815 - Grisons, Valais, Neuchâtel, Ginebra
- 1979 - Jura, per escissió de la part francòfona del Cantó de Berna.

## Noms en altres llengües
| Abrev. | Francès                      | Italià                    | Alemany                | Romanx            | Català                  | Esperanto¹             |
| ------ | ---------------------------- | ------------------------- | ---------------------- | ----------------- | ----------------------- | ---------------------- |
| AG     | Argovie                      | Argovia                   | Aargau                 | Argovia           | Argòvia                 | Argovio                |
| AI     | Appenzell Rhodes-Intérieures | Appenzello Interno        | Appenzell Innerhoden   | Appenzell dadens  | Appenzell Inner-Rhoden  | Appenzell Innerrhoden  |
| AR     | Appenzell Rhodes-Extérieures | Appenzello Esterno        | Appenzell Ausserrhoden | Appenzell dador   | Appenzell Ausser-Rhoden | Appenzell Ausserrhoden |
| BS     | Bâle-Ville                   | Basilea Città             | Basel-Stadt            | Basilea-Citad     | Basilea-Ciutat          | Bazelo-Urbo            |
| BL     | Bâle-Campagne                | Basilea Campagna          | Basel-Landschaft       | Basilea-Champagna | Basilea-Camp            | Bazelo-Kamparo         |
| BE     | Berne                        | Berna                     | Bern                   | Berna             | Berna                   | Berno                  |
| FR     | Fribourg                     | Friburgo (o Friborgo)     | Freiburg (o Fribourg)  | Friburg           | Friburg                 | Friburgo               |
| GE     | Genève                       | Ginevra                   | Genf                   | Genevra           | Ginebra                 | Ĝenevo                 |
| GL     | Glaris                       | Glarona                   | Glarus                 | Glaruna           | Glarus                  |                        |
| GR     | Grisons                      | Grigioni                  | Graubünden             | Grischun          | Grisons                 | Grizono                |
| JU     | Jura                         | Giura                     | Jura                   | Giura             | Jura                    |                        |
| LU     | Lucerne                      | Lucerna                   | Luzern                 | Lucerna           | Lucerna                 | Lucerno                |
| NE     | Neuchâtel                    | Neuchâtel (o Neocastello) | Neuenburg              | Neuchâtel         | Neuchâtel               | Neuchâtel              |
| NW     | Nidwald                      | Nidvaldo                  | Nidwalden              | Sutsilvania       | Nidwalden               | Nidwalden              |
| OW     | Obwald                       | Obvaldo                   | Obwalden               | Sursilvania       | Obwalden                | Obwalden               |
| SH     | Schaffhouse                  | Sciaffusa                 | Schaffhausen           | Schaffusa         | Schaffhausen            | Ŝafhaŭzo               |
| SZ     | Schwyz (o Schwytz)           | Svitto                    | Schwyz                 | Sviz              | Schwyz                  | Schwyz                 |
| SO     | Soleure                      | Soletta                   | Solothurn              | Soloturn          | Solothurn               |                        |
| SG     | Saint-Gall                   | San Gallo                 | St. Gallen             | Son Gagl          | Sankt Gallen            |                        |
| TG     | Thurgovie                    | Turgovia                  | Thurgau                | Turgovia          | Turgòvia                |                        |
| TI     | Tessin                       | Ticino                    | Tessin                 | Tessin            | Ticino                  | Tiĉino                 |
| UR     | Uri                          | Uri                       | Uri                    | Uri               | Uri                     |                        |
| VS     | Valais                       | Vallese                   | Wallis                 | Vallais           | Valais                  | Valezo                 |
| VD     | Vaud                         | Vaud                      | Waadt                  | Vad               | Vaud                    | Vaud                   |
| ZG     | Zoug                         | Zugo                      | Zug                    | Zug               | Zug                     |                        |
| ZH     | Zurich                       | Zurigo                    | Zürich                 | Turitg            | Zúric                   | Zuriko                 |

Notes: ¹S'utilitza una versió distinta de l'alemany.